# هرمزغان (محافظة)
محافظة هرمزغان (بالفارسية: استان هرمزگان) هي إحدى محافظات إيران الواحدة والثلاثين، تقع في جنوب شرق إيران على مضيق هرمز، تبلغ مساحتها 70,697 كم² ويصل إجمالي عدد سكانها إلى 1.5 مليون نسمة، عاصمتها بندر عباس، تضم محافظة هرمزغان 69 بلدية ولها 14 جزيرة على الخليج بارسي(فارسي).
يقع ضمن التقسيم الإداري لهذه المحافظة، ثلاثة من ستة جزر تشكل أرخبيل مضيق هرمز، متنازع عليها مع دولة الإمارات العربية المتحدة، وهي جزيرة أبو موسى، طنب الكبرى، وطنب الصغرى. حيث كانت هذه الجزر الثلاث تتبع لإمارة رأس الخيمة وإمارة الشارقة قبل عام 1971.

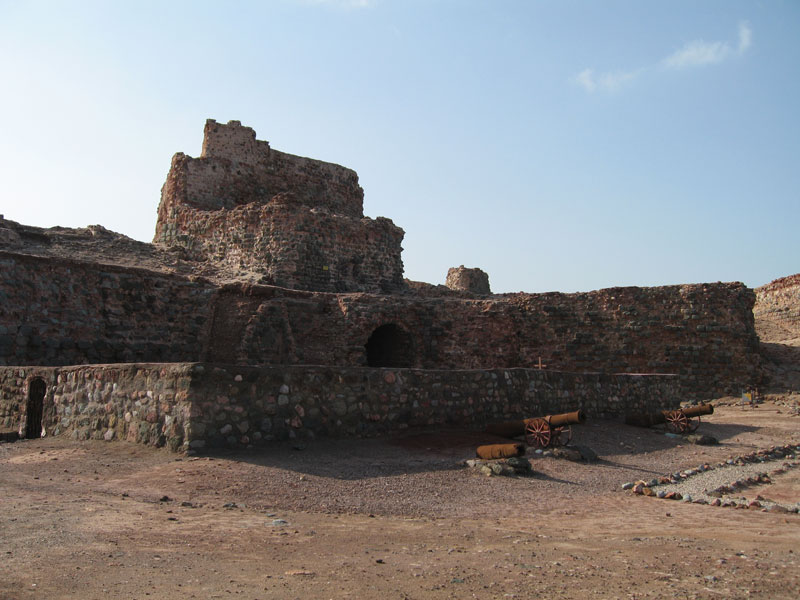
قلعة هرمز أو «القلعة البرتغالية»

## المقاطعات

مقاطعات محافظة هرمزکان

تنقسم المحافظة لـ 13 مقاطعة و69 بلدية و2046 قرية، المقاطعات هي:
- مقاطعة بستك
- مقاطعة لنجة
- مقاطعة بندر عباس
- مقاطعة أبو موسى
- مقاطعة بارسيان
- مقاطعة جاسك
- مقاطعة حاجي آباد
- مقاطعة خمير
- مقاطعة رودان
- مقاطعة قشم
- مقاطعة ميناب
- مقاطعة بشاكرد
- مقاطعة سيريك

## أشهر مدن وبلدات محافظة هرمزغان
- بستك
- بندر لنجة
- بندر عباس
- بندر جارك
- بندر خمير
- بندر جاسك
- مدينة جناح
- حاجي‌آباد (هرمزغان)
- دهبارز (رودان)
- قشم (جزيرة القواسم)
- كيش (جزيرة قيس)
- كوخرد
- مغوه
- ميناب
- سوزا (هرمزغان)
- سيريك
- القابندية
- مدينة كنك
- مدينة هرمز
- فين (هرمزغان)
- مدينة رويدر

## جبال محافظة هرمزغان
- ارتفاعات و قلل هرمزغان
- جبل بر رجرجو
- جبل دسك
- سلسلة الجبال الأبيض
- جبل سنجول
- جبل زير
- جبال الناخ
- جبل خآب
- جبل فارغان
- جبل توصيلة
- جبل جنو
- جبل هرمزان
- جبل بشاكرد
- جبل ببيان
- جبل بون كوه جهار بركه
- جبل لاور
- جبل بر
- جبل زنكارد
- جبل جص
- جبل شب
- جبل كاه بست

## الوضع الاقتصادي
من بين الأنشطة المشتركة لسكان هرمزغان الزراعة وصيد الأسماك والتجارة. منطقة ميناب ورودان في منطقة فارغاناث هي مراكز زراعية وبستنة (اليوسفي والذرة والقمح ونخيل بيارام) كأعمدة زراعية في المحافظة. تحتوي هذه المحافظة أيضًا على معادن مثل النفط والغاز والكروميت والصلب والألمنيوم والتربة الحمراء وإلخ. وفي الوقت نفسه تتمتع هرمزغان بموقع اقتصادي متميز في مجال النقل البحري ومصايد الأسماك. تعتبر جزر كيش وقشم كمناطق تجارة حرة مفيدة اقتصاديًا لهذه المحافظة. كما أن ميناء رجائي هو أكبر ميناء تجاري وجمركي لإيران وهو بوابة دخول البضائع إلى إيران وبهذه الصفات يمكن تسمية بندر عباس العاصمة الاقتصادية لإيران التي يعتمد عليها الاقتصاد الإيراني.

## وسائل النقل

### شبكة الطرق البرية
الطرق البرية الرئيسية في هرمزغان هي:
بندر عباس - بندر خمير - بندر لنجه - بارسيان - بوشهر
بندر عباس-جهكم -دراب - شيراز
بندر عباس - لار - جهرم - شيراز
بندر عباس - حاجي آباد - سيرجان - كرمان
بندر عباس - رودان - كهنوج - كرمان
بندر عباس - ميناب - جاسك - تشابهار

### المطارات
نظرًا لموقعها الاستراتيجي، تمتلك محافظة هرمزغان العديد من المطارات الدولية والمحلية، حيث يتم تنفيذ العديد من الرحلات الجوية يوميًا في أجزاء مختلفة من إيران والمنطقة.
- مطار بندر عباس الدولي
- مطار قشم الدولي (ديرستان)
- مطار كيش الدولي
- مطار بندر لنجه الدولي
- مطار أبو موسى
- مطار لاوان
- مطار جاسك
- مطار سيري
- مطار هندورابي
- مطار الطنب الكبرى
- مطار بستك (غير نشط)